# 阿曼協商會議
阿曼協商會議是阿曼国家咨询机构阿曼委员会的下議院。
协商会议由86名民選議員組成。阿曼的每個省都在协商会议中至少有一位代表。